# 特隆德拉島

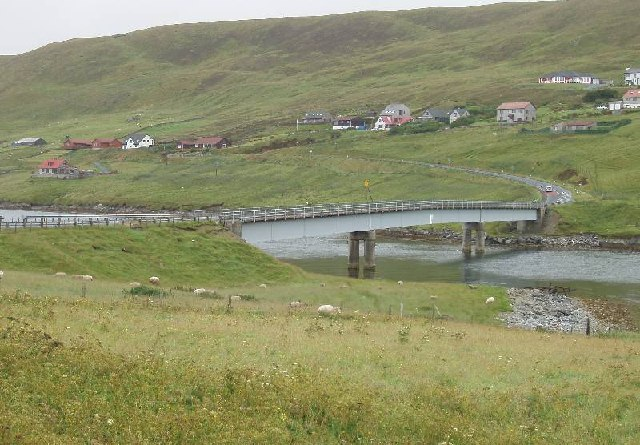
特隆德拉岛上景观

特隆德拉島是蘇格蘭的島嶼，位於大西洋海域，屬於昔德蘭群島的一部分，長5公里、寬1公里，面積2.75平方公里，最高點海拔高度60米，2001年人口133。
60°07′N 1°17′W / 60.117°N 1.283°W